# Israel nos Jogos Olímpicos de Verão de 1992
Israel competiu nos Jogos Olímpicos de Verão de 1992, realizados em Barcelona, Espanha.